# 多良峡

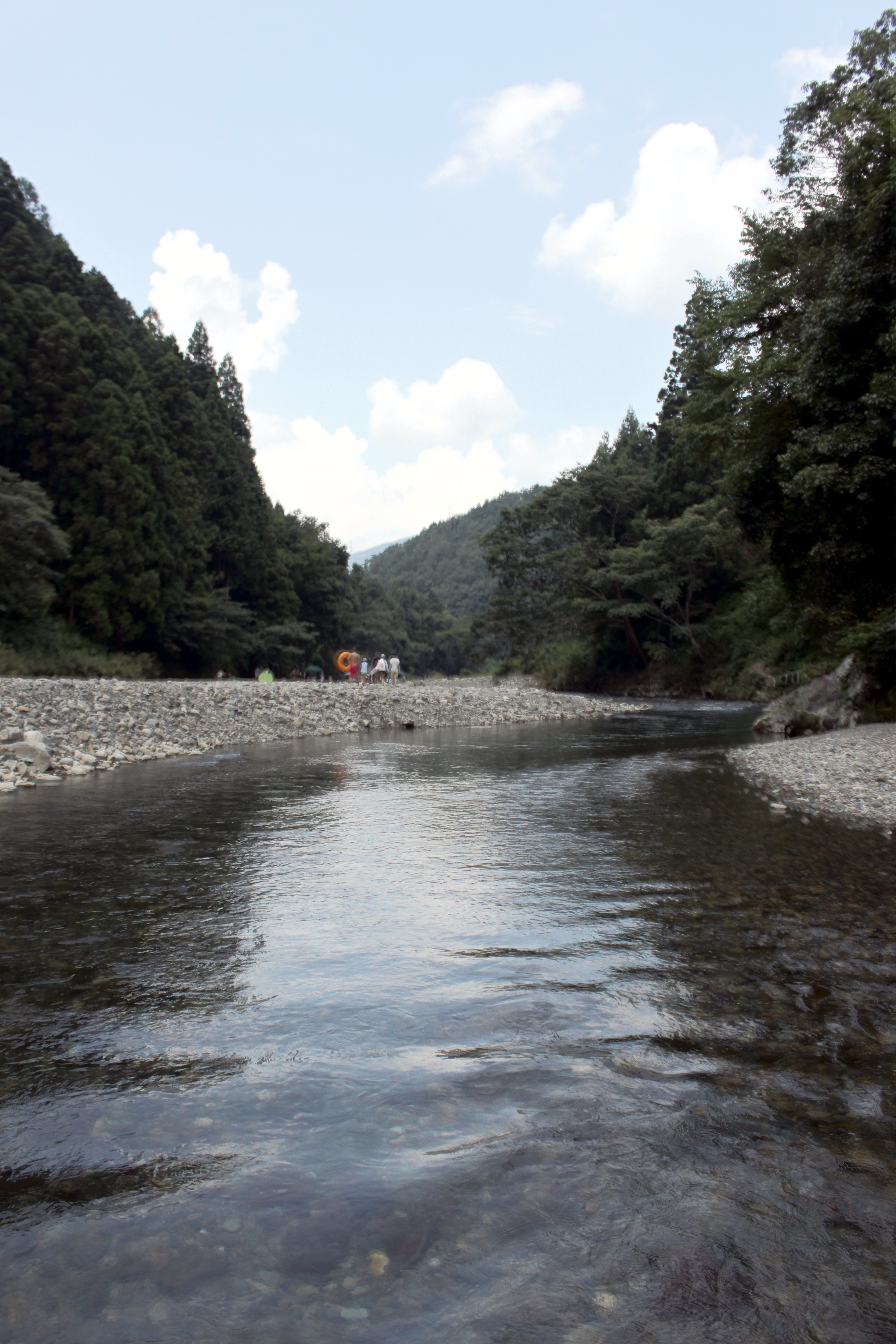
多良峡

多良峡（たらきょう）は、岐阜県大垣市上石津町地域自治区にある牧田川（揖斐川支流）の渓谷。
揖斐関ヶ原養老国定公園の一部である。

## 概況
牧田川にある、全長約2.5kmの渓谷。
養老郡上石津町（当時）により、多良峡森林公園（現・大垣市多良峡森林公園）として整備されており、遊歩道、休憩所、駐車場、吊橋などがある。
ツツジ、藤、ヤマブキ、ケヤキ、コナラなどの木々があり、紅葉の名所として、飛騨・美濃紅葉三十三選の一つに指定されている。
岐阜県の名水50選の一つに指定されている。

## 交通アクセス
- 国道363号「川西交差点」または「下多良交差点」から市道へ。
- 大垣駅（大垣駅前バスのりば）より名阪近鉄バス：大垣多良線「多良・時」行きに乗車、「一之瀬」バス停または「下多良」バス停下車。
- 関ケ原駅より名阪近鉄バス：関ケ原多良線「牧田（上野）」行きに乗車、「終点」下車。当バス停で接続する「多良・時」行きに乗り換えし、「一之瀬」バス停または「下多良」バス停下車。